# متحف مالطا الحربي
متحف مالطا الحربي هو متحف في بيرغو في مالطا ، وهو مخصص لعرض دور مالطا في الحرب العالمية الثانية . يقع المتحف داخل مبنى ثكنة وملجأ محفور في الصخر للغارات الجوية داخل Couvre Porte Counterguard.

## الموقع

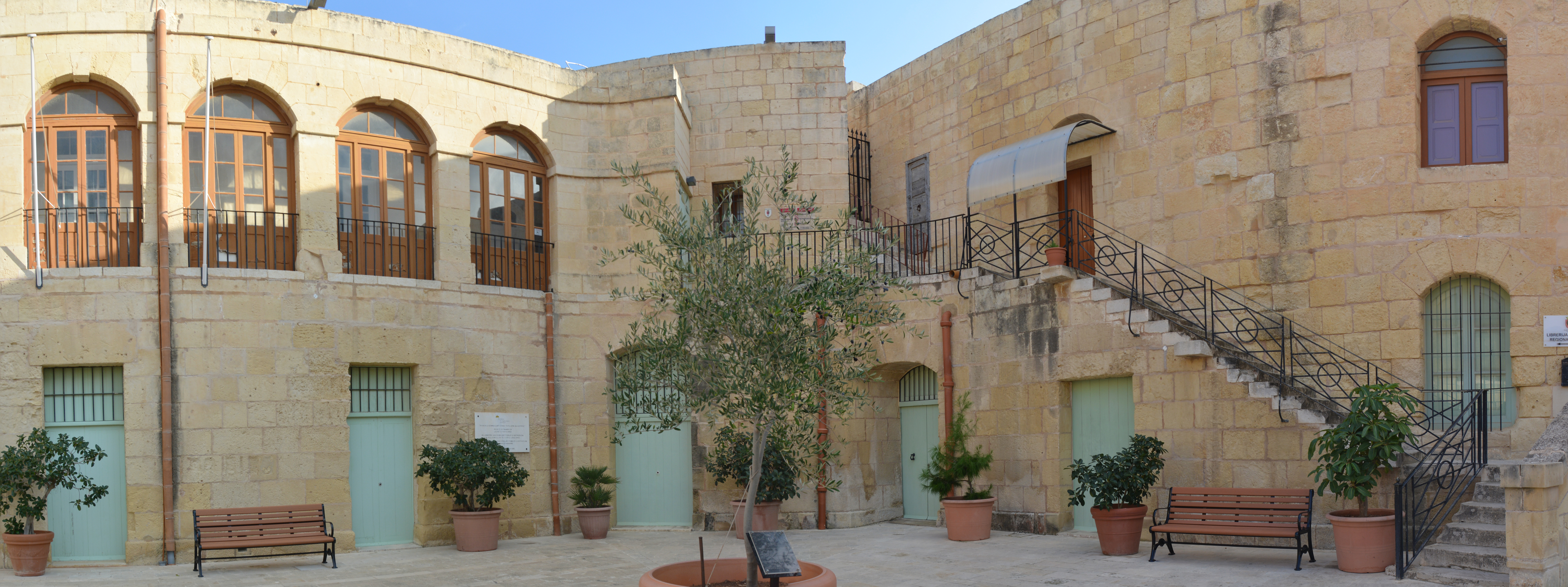
داخل فناء الكاونتر جارد بجوار مدخل المتحف

يقع المتحف داخل Couvre Porte ، وهو محرس مضاد من القرن السابع عشر يشكل جزءًا من تحصينات بيرغو . في القرن الثامن عشر ، تم بناء المكامن داخل الحرس المقابل ، وتم تحويلها لاحقًا إلى ثكنات. خلال الحرب العالمية الثانية ، تم استخدام الثكنات كمقر للشرطة ، ولاحقًا كمركز للدفاع المدني. في هذه المرحلة ، تم حفر ملاجئ موريسون للغارات الجوية لسكان بيرغو في الصخور تحت الحراسة المضادة. اليوم ، الثكنات والملاجئ كلها تشكل جزءًا من المتحف.

## المجموعات
تتكون مجموعة متحف مالطا الحربي من تذكارات مثل الأسلحة والزي الرسمي والميداليات والوثائق وغيرها من العناصر. كما أنها تعرض لقطات فيلم أصلية للحرب ، مثل فيلم الدعاية لعام 1943 ، مالطا جي سي. تم تجديد وتوسيع المتحف بين سبتمبر 2011 وأبريل 2012.